# Вацлав Северин Жевуський
Вацлав (Венцеслав) Северин «Емір» Жевуський (пол. Wacław Seweryn Rzewuski) гербу Кривда (пол. Hrabia Wacław Seweryn Rzewuski herbu Krzywda, фр. Wenceslas Seweryn Rzewuski, нім. Graf Wenzeslaus Rzewuski, «Емір Золота Борода», «Отаман Ревуха», 15 грудня 1785, Львів — 14 травня 1831) — граф, шляхтич, організатор та учасник листопадового повстання, подорожанин, орієнталіст, верхівець і знавець коней. Псевдоніми, криптоніми, зокрема: Abu Assad, Arsian Emir, Tadz el-Faher, Tadż ul Fehr чи Tadż al-Fahr («Вінець слави» — від імені Венцеслав), Abd el-Niszan («Слуга знаку»), le Comte W. S. R., hrabia WSR, W. R.

## Біографія
Син учасника Торговицької конфедерації Северина Жевуського, останнього польного гетьмана коронного, і Констанції Малґожати (іноді Марії Констанції) з Любомирських. Походить з відомої родини гетьманів: його батько, дід (Вацлав Петро) та прадід (Станіслав Матеуш) були коронними гетьманами.
Під час війни 1812 року перебував у Галичині, не захотів створити відділ добровольців для служби Російській імперії. У 1812—1813 роках перебував у Крем'янці, де підтримував стосунки з Тадеушем Чацьким, надав кошти для Волинського Ліцею, брав участь у публічних екзаменах.
Добрий знавець музики, грав на фортепіано, чудово співав по-італійськи, писав орієнтальну музику (а також прозу, вірші, філософські твори французькою та польською мовами, зокрема поему «Оксана»), бездоганно їздив верхи, чудово володів зброєю. У мороз виходив оголеним на вулицю і наказував поливати себе водою.
Був еміром і шейхом бедуїнів. Через його вченість і казкове багатство на Сході його сприймали як напівбога.

## Перебування у Відні
Після того як Катерина ІІ позбавила Северина Жевуського маєтків, він змушений був виїхати до Відня з 8-літнім сином Венцеславом (1794), де той вивчив турецьку й арабську мови. Там Венцеслав познайомився 1803 року з Яном Потоцьким, який зацікавив його орієнталістикою, з відомими орієнталістами Г. Й. Клапротом, бароном Йозефом фон Гаммером, з яким видавав у 1808—1818 журнал Fundgruben des Orients.
Виховувався та навчався у військовому інституті. З волі батька пішов до австрійського гусарського полку, відзначився в битві під Асперном. Після смерті батька (1811), жив у сестри Марії, одруженої з Ярославом Потоцьким. У них познайомився з турецьким адміралом Раміз-пашою, який перебував в еміграції в Миколаєві. Раміз-паші сподобався Венцеслав Жевуський, який добре розмовляв східними мовами, і він запросив його до Туреччини. Але під Бухарестом Раміз-паша трагічно загинув, і Жевуський змушений був відкласти свою подорож.
Одружився 1805 року у Відні з княжною Розалією Любомирською (двоюрідною племіннецею). Жив у той час на Волині та в Ополі. Розалія 1815 жила у Відні, пізніше в Парижі, де познайомилася з Бальзаком. Їхня племіниця Евеліна Ганська була пізніше одружена з Бальзаком.
1808 і 1810 — народилися сини Жевуського.
Заснував перший у Європі інститут орієнталістичних досліджень. Першим почав видавати в Європі орієнталістичний журнал.

## Подорож на Схід
У середині 1817 року вирушив на Близький Схід зі Саврані чи Кузьмина на Поділлі через Балкани до Стамбула, взявши зі собою надворного лікаря Костянтина Хотинецького, слугу Мартина, козака Сокола з Саврані та інших двірських козаків. У Стамбулі користувався протекцією російської амбасади 1818.
Відвідав Стамбул, Сирію (Алеппо), Ліван, Палестину, Ірак (Багдад), здобув довіру та дружбу ватажків бедуїнських племен, брав участь у їхньому повсякденному житті, святах, війнах. За відвагу отримав від бедуїнів титул Тадж ель-Фахр ель-Нішаан («Вінець Слави»). Уклав карти Мекки, Персії, Аравійського півострова.
Враження від подорожі на Схід виклав французькою мовою у мемуарах Sur Les Chevaux et Provenants des Races Orientales, оздоблених понад 400 кольоровими малюнками, а також нотами бедуїнської музики (з 1827 року зберігається у Національній бібліотеці Польщі; у XX ст. ними зацікавилися фахівці з Саудівської Аравії). Праця складається з двох томів: у першому змальовано Аравійський півострів та перебування там Жевуського, в другому описані породи арабських коней, догляд за ними тощо. У додатках міститься листування Жевуського з королем і королевою Віттенберзькими, з відомою орієнталісткою леді Естер Сангоп, а також малюнки, мапи, плани, ноти.
Є також автором твору «Подорож до Пальміри» (1821).

## Повернення на Поділля
Повернувся 1821 року на Поділля, завів у своєму дворі в Саврані романтичний бедуїнсько-кочовий стиль життя з двірськими козаками й торбаністами.
Покровитель торбаніста Грегора Відорта. Заснував у Саврані школу бандуристів, лірників і кобзарів.
1825—1826 — належав до польського Патріотичного товариства (разом із Тимком Падурою, який був задіяний у школі торбаністів і бандуристів, заснованій Вацлавом).
Включившись у польське повстання 1830—1831 рр., виставив на допомогу повстанцям кавалерійський загін з 40-ка козаків, одягнутих у краківські «рогативки», на його улюблених арабських скакунах.
1831 — командував полком із 800 козаків із Балтської округи з кошем у Жабокричі. Діяв разом з 18-річним Володимиром Потоцьким, Ізидором і Олександром Собанськими.
Після програної битви з російським військом під командуванням генерала Л. Рота під Дашевом 14 травня 1831 назавжди зник за нез'ясованих обставин. найчастіше повторювалась версія про його вбивство з метою пограбування селянином чи козаком. Його вдова під час слідства вказала на козака на прізвисько «Кисіль», але російське слідство не дало позитивного результату. Його маєтки на Савранщині були конфісковані російськими окупантами.

## У літературі та мистецтві
Вацлаву Жевуському присвятили свої твори Адам Міцкевич (вірш «Фарис»), Юліуш Словацький («Дума про Вацлава Жевуського»), Вінцентій Поль («Золотобородий гетьман»), Міхал Будзинський («Вацлав Жевуський»).
Став героєм пісні Тимка Падури «Золотая борода», «Ревуха» («Спів Ревухи»): «Гей, пане гетьмане Золотая Борода (…), Гей, пане Ревуцький, прийде ну же, милий ляше».
Біографічний нарис про Жевуського, «Ой поїхав Ревуха та по морю гуляти», написав Віктор Петров (Домонтович).
На своїх картинах його зобразили Юліуш Коссак, Пйотр Міхаловський і Януарій Суходольский.

### Пісні
- Пісня «Подорож Вацлава Жевуського» (муз. Грегора Відорта) — у супроводі торбану (mp3)

## Світлини

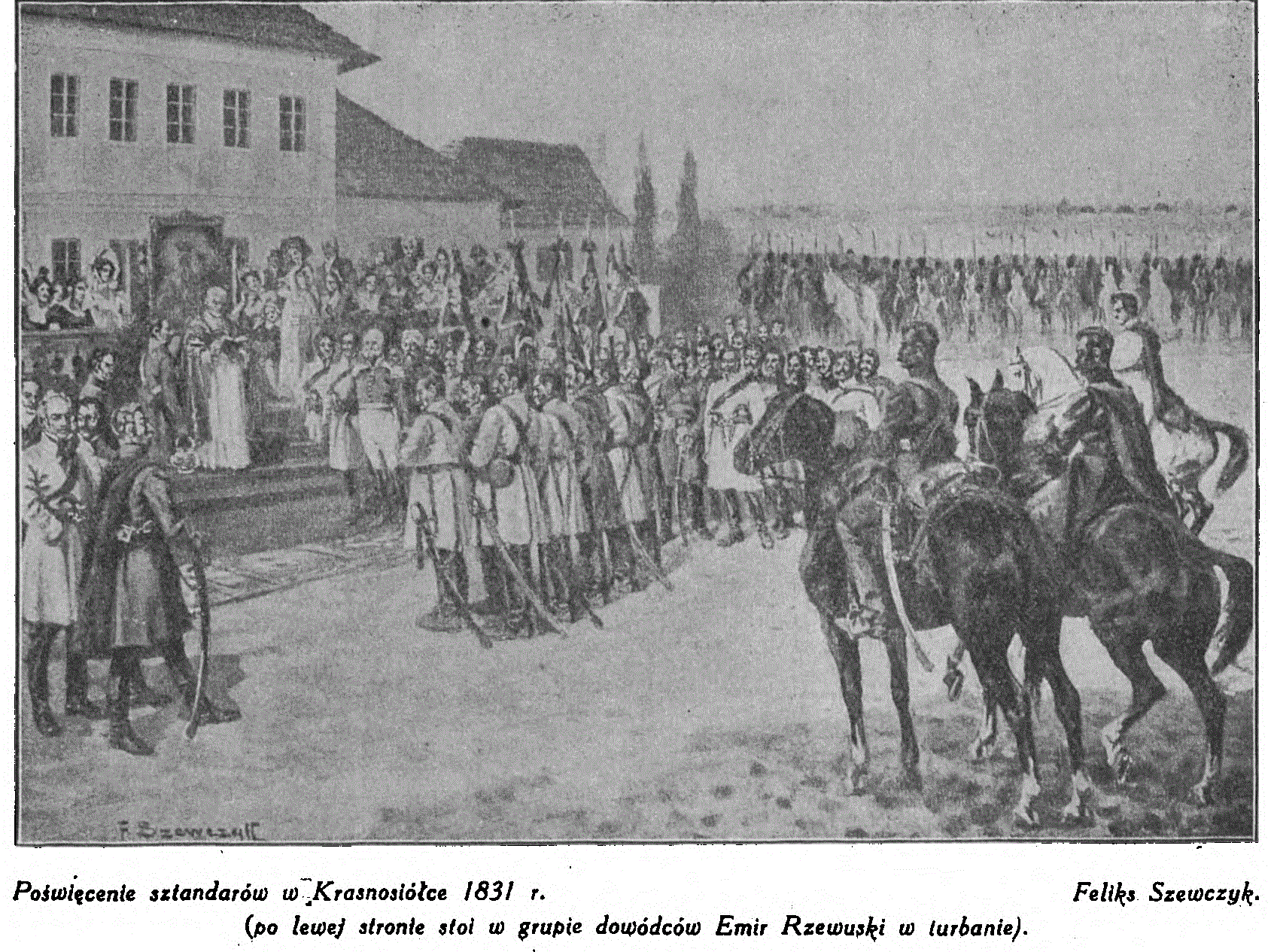
Жевуський (зліва) в Красносілці під час Листопадового повстання 1831 р.
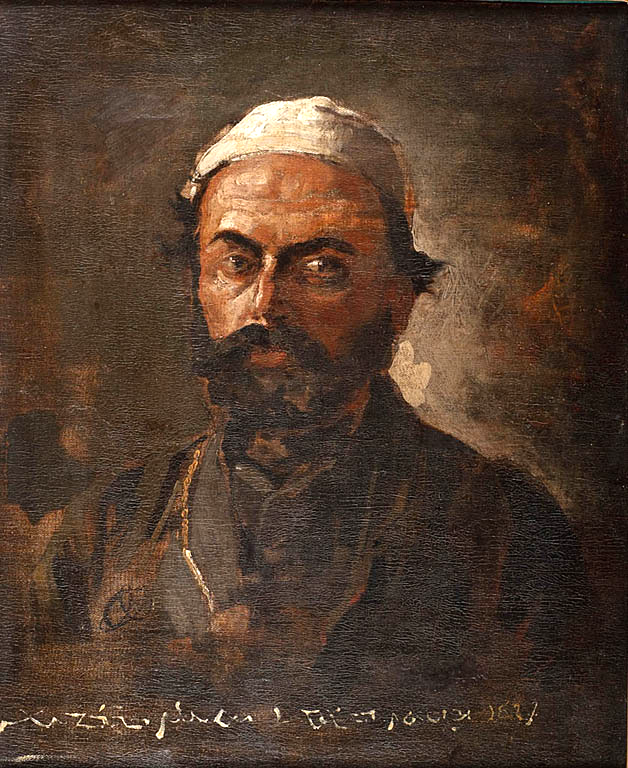
Вацлав Жевуський. Портрет роботи Олександра Орловського.
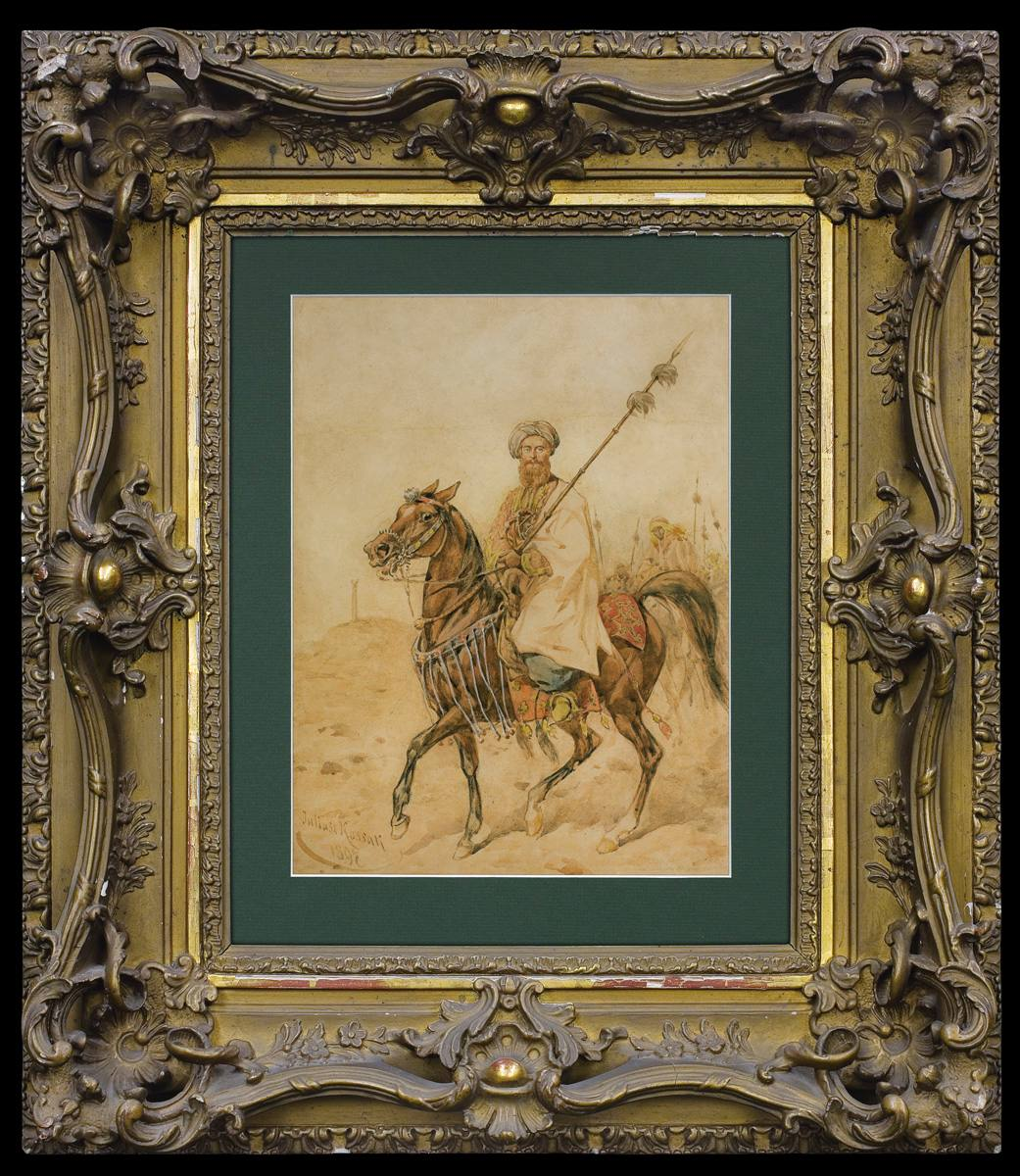
"Емір Жевуський", Юліуш Коссак
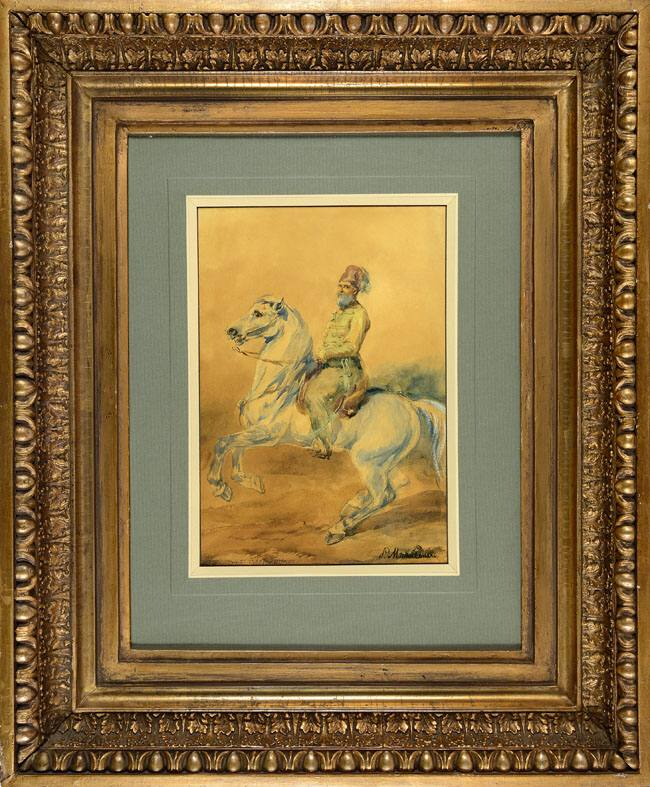
"Емір Жевуський на коні", Пйотр Міхаловський
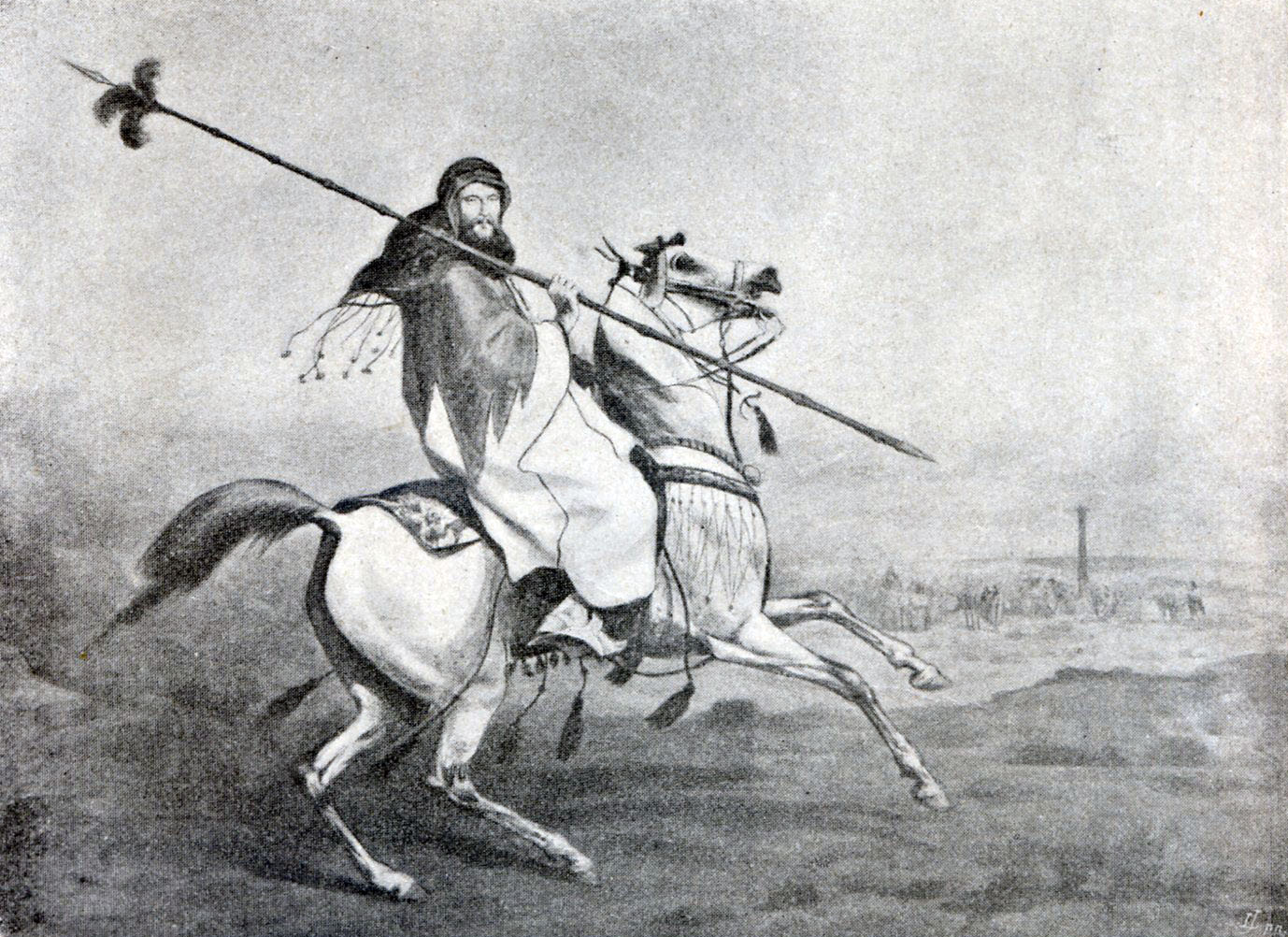
"Емір Жевуський в аравійській пустелі", Юліуш Коссак